# Roxen (zangeres)
Larisa Roxana Giurgiu (Cluj-Napoca, 5 januari 2000), beter bekend onder de artiestennaam Roxen, is een Roemeense artiest.

## Biografie
Roxen ontwikkelde op zevenjarige leeftijd een passie voor muziek. Roxens muzikale carrière begon in 2019 toen de artiest werd gecontracteerd door platenmaatschappij Global Records. In dat jaar behaalde Roxen enkele hitsuccessen in Roemenië met het nummer You Don't Love Me en met de debuutsingle Ce-ți cântă dragostea. Begin 2020 werd Roxen door de Televiziunea Română intern geselecteerd om Roemenië te vertegenwoordigen op het Eurovisiesongfestival 2020 met het nummer Alcohol You. Het festival werd geannuleerd. Roxen werd vervolgens door de Roemeense openbare omroep voorgedragen voor deelname aan het Eurovisiesongfestival 2021. Daar trad de artiest in de eerste halve finale op als ROXEN, met het nummer Amnesia. Het kon niet doorstoten naar de finale.
In juli 2021 maakte Roxen via TikTok bekend non-binair te zijn.
1994: Dan Bittman · 
1998: Mălina Olinescu · 
2000: Taxi · 
2002: Monica Anghel & Marcel Pavel · 
2003: Nicola · 
2004: Sanda Ladoși · 
2005: Luminița Anghel & Sistem · 
2006: Mihai Trăistariu · 
2007: Todomondo · 
2008: Nico & Vlad Miriță · 
2009: Elena Gheorghe · 
2010: Paula Seling & Ovi · 
2011: Hotel FM · 
2012: Mandinga · 
2013: Cezar · 
2014: Paula Seling & Ovi · 
2015: Voltaj · 
2017: Ilinca feat. Alex Florea · 
2018: The Humans · 
2019: Ester Peony · 
2021: Roxen · 
2022: WRS · 
2023: Theodor Andrei